# L'Armitière
L'Armitière est une librairie indépendante située dans le centre-ville de Rouen, à proximité du palais de justice. Fondée en 1963, elle est considérée comme la plus grande librairie rouennaise.

## Historique

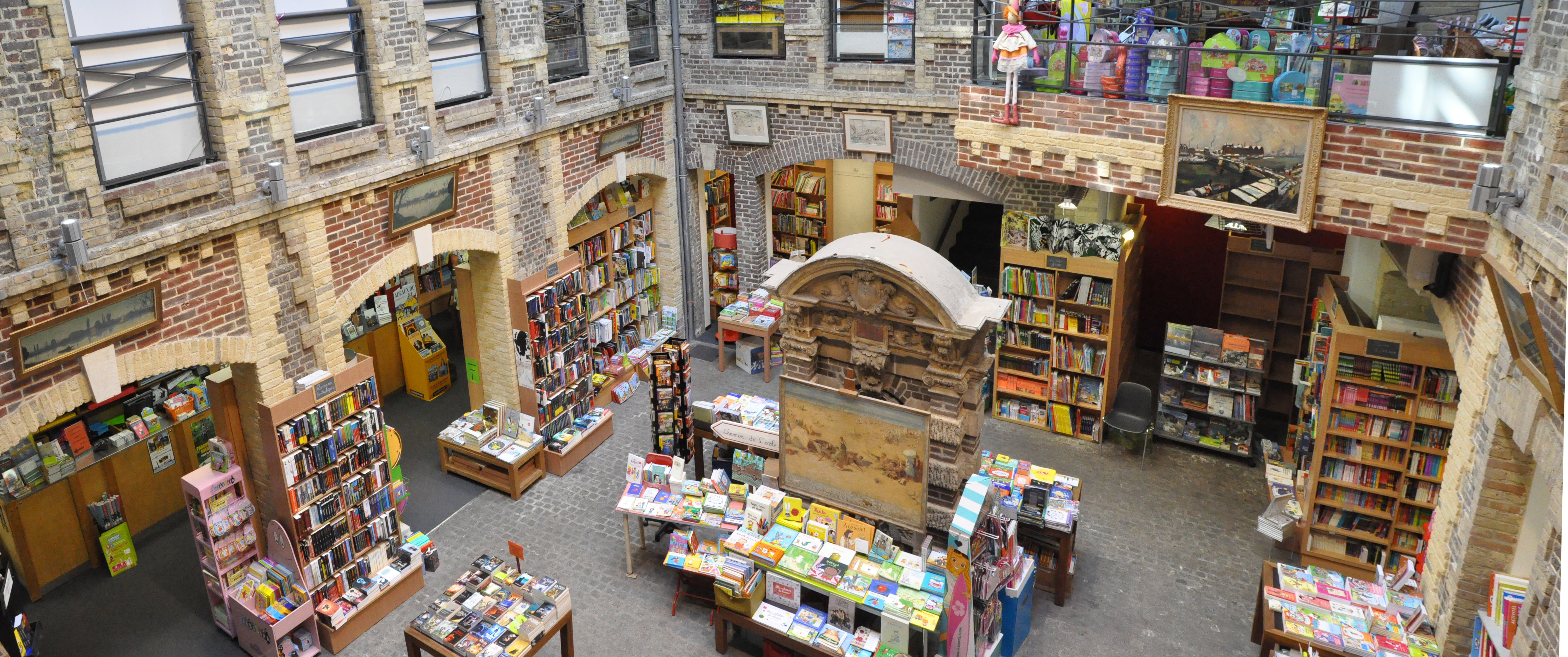
Cour intérieure de la librairie.

Cette librairie générale, créée en 1963, siégeait dans un premier temps au no 12 bis rue de l'École. À partir de 2004, le commerce est divisé en deux parties : les livres jeunesse, les jouets et la presse sont répartis au no 66, rue Jeanne-d'Arc, tandis que les livres destinés à un public plus âgé sont présentés au no 88 de la même rue.
Des travaux sont entrepris pour réunir en avril 2015 les deux boutiques dans l'immeuble du 66 rue Jeanne-d'Arc.
L'Armitière s’est développée de façon continue pour atteindre un espace de 1 300 m2, proposant 95 000 titres et 145 000 volumes. 
Multi spécialiste, elle a développé des savoir-faire spécifiques dans les domaines littérature, jeunesse, régionalisme, beaux livres, sciences humaines et universitaire. La librairie fait également commerce des jouets, de la papeterie et de la décoration à L'Atelier de L'Armitière. 
En matière d'animation, de nombreuses actions sont proposées telles que rencontres avec les auteurs, dédicaces, tables rondes, petit-déjeuners littéraires, prix des lecteurs, partenariats avec les acteurs culturels locaux.

## Activité et effectif
La société exploitante porte le nom de : Édition Diffusion Art et Culture
Au 31 mars 2018, son chiffre d'affaires est de 6 736 100 €, son résultat de 133 500 € (perte). Elle emploie 39 collaborateurs.